# 片桐貞篤

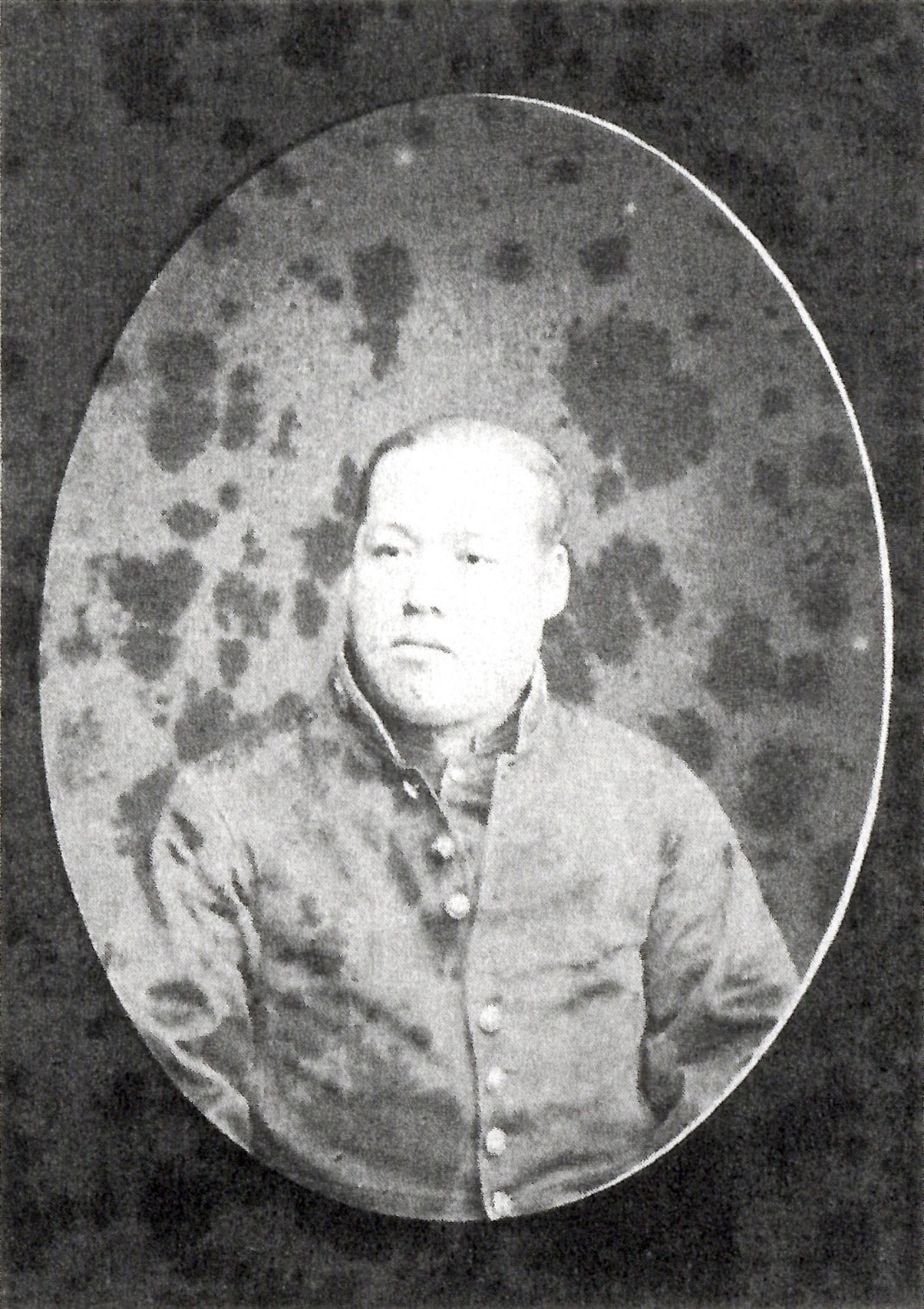
片桐貞篤

片桐 貞篤（かたぎり さだあつ、天保12年9月19日（1841年11月2日） - 明治16年（1883年）6月26日）は、大和小泉藩の第12代（最後）の藩主。
松平頼功（常陸府中藩主・松平頼縄の弟）の長男。正室は第8代藩主・片桐貞信の娘、継室は栗原某の娘。子は貞健（長男）。官位は従五位下、主膳正。弟に越前福井藩家老となった本多副元がいる。
文久2年（1862年）、先代藩主の貞利が死去したために、貞信の娘の入婿となって家督を継いだ。このとき、貞篤は貞利の養嗣子になったとも、先々代の貞照の養子として跡を継いだとも言われている。幕末期の動乱の中では天誅組の変鎮圧などで功を挙げた。明治元年（1868年）、戊辰戦争では新政府側に与して京都の守備を担った。
明治2年（1869年）の版籍奉還で小泉藩知事となる。明治16年（1883年）、43歳で死去した。